# Berufsakademie

Ehemaliges Logo der Berufsakademien des Landes Baden-Württemberg und Sachsen

Eine Berufsakademie (BA) ist eine Studieneinrichtung im tertiären Bildungsbereich, die ein Studium mit starkem Praxisbezug anbietet. Die theoretische Ausbildung an der Berufsakademie ist mit der praktischen Ausbildung in einem Unternehmen verknüpft (duales System). Die Berufsakademien vergeben ihre Abschlüsse als staatliche Abschlussbezeichnungen, was keinen akademischen Graden entspricht.

## Modell Berufsakademie
Bewerber schließen einen dreijährigen Ausbildungsvertrag mit einem Unternehmen ab, wo auch eine Hälfte der Ausbildung stattfindet. Die andere Hälfte der Ausbildung findet an der Berufsakademie statt, wobei Theorie- und Praxisphasen im Rhythmus von etwa drei Monaten wechseln.

### Bedeutung in einzelnen Bundesländern
Die ersten Berufsakademien wurden 1974 in Baden-Württemberg gegründet. Mit den Berufsakademien sollte eine praxisnahe Alternative zum klassischen Studium geschaffen werden. Die Studierenden wurden auf Hochschulniveau noch während des Studiums auf die spezifischen Anforderungen der beteiligten Unternehmen vorbereitet. Die neun staatlichen Berufsakademien in Baden-Württemberg wurden zum 1. März 2009 zusammengefasst und als seitdem rechtlich unselbstständige Studienakademien in die Duale Hochschule Baden-Württemberg (DHBW) überführt. Die DHBW wurde in diesem Zusammenhang in das Gesetz über die Hochschulen in Baden-Württemberg (LHG) aufgenommen.
Nach der Wiedervereinigung Deutschlands kooperierte Baden-Württemberg zunächst mit den drei südlichen DDR-Bezirken, aus denen im Herbst 1990 der Freistaat Sachsen gebildet wurde. Daraus erwuchs eine dauerhaft angelegte Aufbauhilfe, die die Gründung der Staatlichen Berufsakademien in Sachsen beförderte. Die Berufsakademien in Sachsen wurden auf Grundlage des sächsischen Berufsakademiegesetzes im Jahr 2017 in eine einzelne Berufsakademie Sachsen als Anstalt des öffentlichen Rechts mit sieben zugehörigen (rechtlich unselbständigen) Staatlichen Studienakademien (Bautzen, Breitenbrunn, Dresden, Glauchau, Leipzig, Plauen, Riesa) umgewandelt.
Staatlich anerkannte Berufsakademien in privater Trägerschaft auf Basis entsprechender Landesgesetze gibt es in:
- Hamburg
- Hessen
- Niedersachsen
- Saarland
- Schleswig-Holstein

In Berlin (Fachbereich der Hochschule für Wirtschaft und Recht Berlin) gibt es im Rahmen einer Hochschule entsprechende duale Ausbildungsgänge nach dem Konzept der Berufsakademie.
In den anderen Ländern, wie z. B. Nordrhein-Westfalen und Rheinland-Pfalz existieren ebenfalls Berufsakademien, jedoch ohne dass die betreffenden Institutionen dem tertiären Bildungssektor angehören. Deren fachliches Profil orientiert sich an klassischen Ausbildungsberufen wie z. B. den Pflegeberufen. In Baden-Württemberg wurde versäumt, die Bezeichnung „Berufsakademie“ zeitgleich mit deren Einrichtung markenrechtlich zu schützen. Im Landeshochschulgesetz ist zwar der Gebrauch dieses Begriffs geregelt, jedoch sind diese Vorschriften nur innerhalb der Landesgrenzen gültig.
Das im Oktober 2002 in Niedersachsen novellierte Berufsakademie-Gesetz erlaubt es niedersächsischen Berufsakademien, nach einer Akkreditierung Bachelor-Abschlüsse als staatliche Abschlussbezeichnung zu vergeben. Seit Juli 2004 bieten bundesweit die ersten vier niedersächsischen Berufsakademien (Hameln, Hannover, Lingen und Vienenburg) akkreditierte duale Bachelor-Studienprogramme an. Im Jahr 2005 sind die Bachelorstudiengänge der Berufsakademien Göttingen und Leer ebenfalls akkreditiert worden.
Im Juni 2005 hat auch die Hamburgische Bürgerschaft ein Berufsakademiegesetz verabschiedet. Dieses Gesetz ist im Vergleich zu den BA-Gesetzen anderer Bundesländer in zwei Punkten ungewöhnlich. Erstens erlaubt es sowohl die Einrichtung staatlicher BAs, als auch staatlich anerkannter BAs in privater Trägerschaft und zweitens nennt es als staatl. Abschlussbezeichnung Hamburger Berufsakademien nur den Bachelor. Als erste Hamburger BA hat die staatlich anerkannte, private BA-Hamburg im Oktober 2006 ihren Betrieb aufgenommen.
Trotz fehlendem Berufsakademie-Gesetz wurde im Jahre 2008 in Mecklenburg-Vorpommern die Berufsakademie Mecklenburg-Vorpommern gegründet und im Dezember 2008 in das Handelsregister Rostock eingetragen. Die BA Mecklenburg-Vorpommern kooperiert mit Hochschulen aus dem europäischen Bologna-Hochschulraum und erlangt auf diese Weise eine gleichwertige staatliche Anerkennung.

### Unterschied zur Hochschule
Ein duales Studium an einer Berufsakademie ist grundsätzlich eng mit einer fachpraktischen Umsetzung des erworbenen akademischen Wissens in der Berufspraxis verbunden. Die Verknüpfung ist dabei in der Regel so eng, dass der zuständige Dozent die praktische Umsetzung gemeinsam mit dem Unternehmen plant, organisiert und betreut. Hier liegt auch der wesentliche Unterschied zu Hochschulstudiengängen, in denen zwar vielfach Praktika angeboten werden, diese jedoch keine umsetzungsorientierte Verknüpfung mit dem vermittelten akademischen Wissen gewährleisten sollen. Das Praktikum soll unabhängig vom Curriculum dazu dienen, praktische Verbindungen zur Wirtschaft zu erlangen.

## Voraussetzungen zum Studium
Für ein Studium an einer Berufsakademie ist der Nachweis der fachgebundenen oder der allgemeinen Hochschulreife zu erbringen. Außerdem ist ein Ausbildungs- bzw. Praktikumsvertrag mit einem Unternehmen für den Zeitraum des BA-Studiums erforderlich.
Die Ausbildungsbetriebe müssen dabei bestimmte Voraussetzungen erfüllen, dazu gehören vor allem personelle und sachliche Eignung, die in den Studien- und Ausbildungsplänen der jeweiligen Fachrichtungen vorgeschriebenen Ausbildungsinhalte zu vermitteln.

## Studium
Das Studium an der Berufsakademie erfolgt in der Regel in Kursen mit 20 bis 30 Studenten. In akkreditierten Studiengängen ist, entsprechend den Akkreditierungsbestimmungen der jeweilige Arbeitsaufwand maßgeblich, der sich aus Kontaktstunden (Unterrichtsstunden), Vor- und Nachbereitungszeiten sowie betrieblichen Studien- und Ausbildungszeiten zusammensetzt. Der Umfang der jeweiligen Studienmodule errechnet sich aus den zu vergebenden Credit Points. Dabei entspricht ein Credit Point einem Arbeitsaufwand von 25 bis 30 Stunden. In akkreditierten Studiengängen sind in der Regel insgesamt 180 Credit Points (Leistungspunkte) zu erwerben, mit 210 Credit Points in sechs Semestern als Intensivstudium bilden die BA Berlin und die Duale Hochschule Baden-Württemberg eine Ausnahme.
Das Grundstudium wird nach zwei Jahren mit einer Zwischenprüfung (Assistentenprüfung) abgeschlossen. Im Verlauf des Studiums sind Hausarbeiten (Praxisarbeiten, Projektarbeiten, Studienarbeiten) anzufertigen und diverse Prüfungen abzulegen. Die genaue Verteilung der Prüfungsvorleistungen (zum Beispiel die Anzahl der Studienarbeiten in welchem Fachsemester) bestimmt die jeweilige Berufsakademie und ist von Studiengang zu Studiengang unterschiedlich geregelt. Die Vorlesungen sind mindestens zu 40 % durch hauptamtliche Professoren besetzt. Der überwiegende Teil der Vorlesungen wird von nebenberuflichen Dozenten bestritten, die sich hauptsächlich aus den Unternehmen aber auch aus Fachhochschulen oder Universitäten rekrutieren. Damit haben die Lehrkräfte Praxiserfahrung und die Studieninhalte können schnell an die Entwicklungen in der Wirtschaft angepasst werden. Zur Teilnahme an den Vorlesungen besteht grundsätzlich Anwesenheitspflicht.
Auf die durchschnittlich dreimonatigen Theoriephasen, in denen vor allem das zum Studium notwendige Fachwissen vermittelt werden soll, folgen abgestimmte Praxisphasen, in denen dieses Wissen angewendet und vertieft werden soll. Diese Praxisphasen finden nicht in der Berufsakademie, sondern im Unternehmen statt. In den Praxisphasen stehen dem Auszubildenden zwischen vier und sechs Wochen Urlaub pro Jahr zu.
Der Studierende erhält meist über die gesamte Zeit der Ausbildung hinweg eine Ausbildungsvergütung bzw. ein Gehalt. Sie liegt je nach Betrieb, Ausbildungsjahr und Fachrichtung im Mittel zwischen 400 und 1.600 Euro. Daneben sind weitere Zuschüsse, beispielsweise für Miete, möglich. Unter Umständen können auch Kindergeld und BAföG gewährt werden. Einige Betriebe gewähren darüber hinaus Sonderzahlungen für Skripte und Bücher zwischen 50 und 200 Euro pro Semester.
Das Studium dauert sechs Semester, wobei keine Möglichkeit der Semesterwiederholung besteht, und wird mit einer Abschlussarbeit oder bei akkreditierten Studiengängen einer Bachelorarbeit beendet. Alle Studienfächer müssen in jedem Studienjahr mindestens mit der Note „ausreichend“ abgeschlossen werden. Wird dieses Ergebnis nicht erreicht, können die entsprechenden Klausuren einmal wiederholt werden. Wird diese Prüfung nicht mit „ausreichend“ bestanden, kann mit Antrag und Genehmigung durch den Praxispartner eine zweite Wiederholungsprüfung abgelegt werden. Kann der Student auch in dieser nicht die Note „ausreichend“ erreichen, wird er exmatrikuliert. Mit der Exmatrikulation wird auch das Ausbildungsverhältnis mit dem Betrieb gekündigt.

## Studiengänge
Die Studiengänge an den Berufsakademien werden in die Bereiche Sozialwesen, Technik und Wirtschaft gegliedert mit zum Teil vertiefenden Fachrichtungen. In Hessen gibt es außerdem Berufsakademien für Musik. Derzeit werden nachfolgend aufgelistete Studiengänge an den verschiedenen Akademien angeboten.

### Sozialwesen
- Arbeit mit alten Menschen
- Arbeit mit behinderten Menschen
- Arbeit mit psychisch Kranken und Suchtkranken
- Netzwerk-Sozialraumarbeit
- Soziale Arbeit in Bildung und Beruf
- Arbeit mit Straffälligen
- Soziale Arbeit in der Jugend-, Familien- und Sozialhilfe
- Heimerziehung und erzieherische Hilfen
- Kinder- und Jugendarbeit
- Physiotherapie
- Rehabilitation
- Soziale Arbeit im Gesundheitswesen
- Soziale Arbeit in der Verwaltung/Soziale Dienste
- Sozialmanagement
- Sozialwirtschaft
- Soziale Arbeit in Bildung und Beruf
- Soziale Arbeit – Begleitung von Menschen mit Behinderung
- Soziale Arbeit – Elementarpädagogik
- Soziale Arbeit – Hilfen zur Erziehung
- Soziale Arbeit – Jugendarbeit/Jugendsozialarbeit
- Soziale Arbeit – Soziale Dienste
- Soziale Arbeit – Soziale Gerontologie

### Technik
- Angewandte Informatik/Applied Computer Science
- Automobilmanagement
- Bauwesen
- Bauingenieurwesen
- Bauwirtschaftsingenieurwesen
- Biotechnik
- Bioinformatik/Biosystem-Informatik
- Elektrotechnik
- Projekt Engineering – Internationales Technisches Management
- Facilitymanagement
- Fahrzeugsystemtechnik/-engineering
- Fertigungsprozessinformatik
- Holztechnik, Holzbau, Bauelemente
- Informationstechnik (Fachrichtungen: Automotive, Netz- und Softwaretechnik, Ingenieurinformatik, Medizinisches Informationsmanagement)
- Informationssysteme
- Informations- und Kommunikationstechnologien
- Instandhaltung und Servicemanagement
- Kältesystemtechnik/Klimasystemtechnik
- Konstruktion
- Kunststofftechnik
- Lebensmittelsicherheit
- Maschinenbau
- Mechatronik/Automation
- Medieninformatik
- Medientechnik und Informationssysteme
- Medizintechnik
- Medizinische Informatik
- Metallbau
- Papiertechnik
- Praktische Informatik
- Produktionstechnik
- Qualitätsmanagement und Fertigungstechnik
- Sicherheitswesen (Arbeitssicherheit, Strahlenschutz, Umwelttechnik)
- Systems Engineering
- Technisches Management
- Versorgungs- und Umwelttechnik
- Wirtschaftsingenieurwesen

### Wirtschaft
- Bank
- Bauwirtschaft
- Designmanagement
- Dienstleistungsmanagement/-marketing
- Digitale Medien
- Energiewirtschaft
- Facilitymanagement
- Finanzdienstleistungen
- Gesundheits- und Sozialmanagement
- Handel
- Handel/Vertriebsmanagement
- Handel/Textilmanagement
- Handwerk
- Immobilienwirtschaft
- Industrie
- Internationale Betriebswirtschaftslehre (nur an der BA Nordhessen im Studienzentrum Heidelberg)
- International Business Administration
- International Business Information Technology
- International Business Management (trinational)
- International Hospitality and Tourism Management[4]
- Internationales Management
- Internationales Marketing
- Internationaler Tourismus- und Eventmanagement
- Mediendesign
- Medien- und Kommunikationswirtschaft
- Messe- und Kongressmanagement
- Mittelständische Wirtschaft
- Öffentliche Wirtschaft
- Onlinemedien
- Produktgestaltung
- Spedition, Transport und Logistik
- Steuern und Prüfungswesen
- Textilmanagement
- Tourismusbetriebswirtschaft
- Versicherung
- Warenwirtschaft & Logistik
- Wirtschaftsinformatik

### Musik
- Elementare Musikpädagogik
- Instrumentalpädagogik
- Gesangspädagogik

## Abschluss
Studierende schließen ihr BA-Studium mit der staatlichen Abschlussbezeichnung „Diplom-… (BA)“ oder bei akkreditierten Studiengängen mit der staatlichen Abschlussbezeichnung „Bachelor“ ab.

### Rechtliche Wertung
Mit Abschlüssen an Berufsakademien bestehen in der Regel dieselben Berufsmöglichkeiten wie mit fachlich entsprechenden Diplomabschlüssen an Fachhochschulen, eingeschlossen den öffentlichen Dienst. Im Unterschied zu Fachhochschulen gelten Berufsakademien jedoch nicht als Hochschulen und verleihen das Diplom (BA) als „staatliche Abschlussbezeichnung“ anstatt als akademischen Grad. Dies hat in der Berufspraxis insoweit Bedeutung, als dass BA-Absolventen eine weniger breit gefächerte Ausbildung erhalten haben als Hochschulabsolventen. Die Möglichkeiten zum weiterführenden Studium im Hochschulbereich können sich allerdings je nach Bundesland und Hochschule unterscheiden.
Die Kultusministerkonferenz (KMK) empfahl am 29. September 1995, Berufsakademieabsolventen hinsichtlich der berufsrechtlichen Regelungen (Laufbahnrecht, Besoldungsrecht, Ingenieursgesetze, Regelungen für Steuerberater und Wirtschaftsprüfer etc.) mit Absolventen von Diplomstudiengängen der Fachhochschulen gleichzustellen. Die gesetzliche Umsetzung ist den jeweiligen Gesetzen der Länder zu entnehmen. Im Rahmen des Bologna-Prozesses werden die Berufsakademien Bachelorausbildungsgänge anbieten, sofern diese entsprechende Akkreditierungsanforderungen erfüllen. Der Bachelor wird dabei ebenfalls als staatliche Abschlussbezeichnung verliehen.
Innerhalb „des mit der Föderalismusreform neu gewonnenen Spielraums“ prüfen die Koalitionsparteien in Baden-Württemberg laut Koalitionsvereinbarung „die Weiterentwicklung der Berufsakademie zur dualen Hochschule unter Wahrung ihrer bewährten Strukturmerkmale“.
In Ländern von BAs nach baden-württembergischem Modell, nämlich staatliche oder staatlich anerkannte BAs in Sachsen, Baden-Württemberg, Hessen und Berlin (bis zur Integration der dualen Studiengänge der Berufsakademie in die Fachhochschule für Wirtschaft Berlin 2003), regeln die Zulassungsordnungen der Hochschulen die Anerkennung von BA-Abschlüssen explizit. In Bayern und Nordrhein-Westfalen bestehen für die Abschlüsse Vorbehalte, da die Berufsakademien keine Hochschulen sind (mit Ausnahme der Berufsakademie Berlin, die Fachbereich einer Fachhochschule ist). Auch eine Akkreditierung garantiert keine Anerkennung der Studienleistungen.

### Berufliche Perspektiven nach dem Studium
Die Chancen eines BA-Absolventen, von seinem Ausbildungsbetrieb übernommen zu werden, sind hoch, da der Betrieb die Ausbildung mitfinanziert. Die Übernahmequote in der Ausbildungsstätte liegt in Baden-Württemberg bei durchschnittlich 80 %. Nachteilig für einen Berufsakademieabsolventen ist die Ausrichtung auf seinen Ausbildungsbetrieb, wohingegen ein Universitätsstudium generalistischer ist. Der Vorteil ist jedoch, dass BA-Absolventen bereits mit Abschluss einen höheren Praxisbezug haben und bereits während der Ausbildungsphase das Erlernte in die Praxis umsetzen konnten.

### Bachelor-Akkreditierung
Aufgrund des Berufsakademiegesetzes in Niedersachsen können niedersächsische Berufsakademien nach erfolgreicher Akkreditierung eigenständig die staatliche Abschlussbezeichnung „Bachelor“ vergeben. So haben die Berufsakademien Ost-Friesland e. V. und die Berufsakademie Göttingen das Akkreditierungsverfahren der Zentralen Evaluations- und Akkreditierungsagentur (ZEvA) erfolgreich durchlaufen und bieten den akkreditierten Studiengang Bachelor of Arts in Business Administration an.
Die dreijährigen Bachelorausbildungsgänge der Berufsakademie Baden-Württemberg haben das Akkreditierungsverfahren der ZEvA erstmals im Mai 2006 mit einer studentischen Arbeitsbelastung im Umfang von zunächst 180 ECTS-Punkten erfolgreich abgeschlossen. Im Juli 2008 wurden die Bachelor-Studiengänge der Berufsakademie Baden-Württemberg von der ZEvA mit 210 ECTS-Punkten akkreditiert, da die studentische Arbeitsbelastung in den betrieblichen Phasen des dualen Studiums einen Umfang von insgesamt 60 ECTS-Punkten rechtfertigen würde.
Seit Oktober 2006 haben die Thüringer Berufsakademien (Eisenach und Gera) nach erfolgter Akkreditierung Bachelor-Studiengänge eingeführt. Auch die staatlich anerkannten Berufsakademien in Hessen verleihen Bachelor-Abschlüsse. Der duale Bachelorausbildungsgang der Berufsakademie Hamburg wurde im September 2007 durch die FIBAA akkreditiert.
Im Jahr 2006 wurden die Bachelor-Studiengänge der Berufsakademie in der Fachhochschule für Wirtschaft und Recht Berlin mit 210 ECTS-Punkten als Intensivstudiengang im Rahmen des Evaluierungsverfahrens der Agentur für Qualitätssicherung durch Akkreditierung von Studiengängen (AQAS) akkreditiert.
Knapp 50 % der Zeitansätze in der Praxisphase würden auf die Bearbeitung der von der Hochschule vorgegebenen Themen zum Praxistransferbericht und zu den Studienprojekten fallen. Die Praxisphasen könnten als integraler Bestandteil des Studiums und Teil des Selbststudiums gewertet werden, in denen die theoretischen Kenntnisse gefestigt und auf die konkreten Fragestellungen des beruflichen Alltags übertragen werden könnten. Somit könne der höhere Workload voll dem Studium angerechnet werden und rechtfertige die Vergabe von 35 Credits/Semester.
Die Akkreditierung der Bachelorausbildungsgänge ist im Rahmen der Anforderungen der Kultusministerkonferenz für die rechtliche Einordnung relevant: Nach dem „Beschluss der Kultusministerkonferenz zur Einordnung der Bachelorausbildungsgänge an Berufsakademien“ vom 15. Oktober 2004 sollen die Bachelorabschlüsse akkreditierter Studiengänge von Berufsakademien als staatliche Abschlussbezeichnungen den Bachelorabschlüssen als akademische Grade der Fachhochschulen und Universitäten hochschulrechtlich gleichgestellt sein. Entsprechend den Erläuterungen im Beschluss bedeutet dies, dass den Berufsakademieabsolventen das weiterführende Studium an einer Hochschule erleichtert werden soll. Dass die Anerkennung dieser nicht-akademischen Abschlüsse im Hochschulbereich in der Praxis dennoch auf Probleme stößt, ist eine der Begründungen, weshalb die Berufsakademien in Baden-Württemberg 2009 in die sogenannte Duale Hochschule (DH) überführt wurden.

### Anerkennung im Ausland
BA-Studierende in Baden-Württemberg konnten mit ihrem Abschluss Diplom-… (BA) einen Bachelor's Degree with Honours der Open University in Milton Keynes, Großbritannien erhalten, wodurch sich die Berufsakademien eine einfachere Einordnung der Abschlüsse im Ausland versprachen. Das Akkreditierungsverhältnis wurde Ende 2013 beendet.

### Masterstudium
Einige Berufsakademien bieten in Zusammenarbeit mit englischen Universitäten Masterstudiengänge an, bei denen die ausländische Universität den Master-Abschluss verleiht. Außerdem bietet die Berufsakademie Lörrach einen Masterstudiengang in Zusammenarbeit mit der Albert-Ludwigs-Universität Freiburg an, wobei die Universität den Master-Abschluss verleiht. Darüber hinaus bietet die Berufsakademie Berlin einen Masterstudiengang in der Fachrichtung Prozess- und Projektmanagement an.

### Promotion
Seit einigen Jahren ist für besonders qualifizierte Bewerber, deren Erststudium an einer Berufsakademie in der Regel mit einer Gesamtnote von „sehr gut“ oder „mit Auszeichnung“ abgeschlossen sein muss, ein direkter Weg zur Promotion in Baden-Württemberg eröffnet worden. Dieser führt über ein Eignungsfeststellungsverfahren – ohne vorherigen Erwerb eines Universitätsdiploms bzw. eines Masters –, wobei für das Eignungsfeststellungsverfahren mit einem Studienzeitaufwand von mindestens zwei bis drei Jahren zu rechnen ist (also der entsprechende Hochschulabschluss in dieser Zeit nachgeholt wird) und steht grundsätzlich nur sehr guten Absolventen offen. Der genaue Modus wird durch die Promotionsordnung der betreffenden Fakultät geregelt. Solche Verfahren haben daher Ausnahmecharakter.
Reguläre Promotionsverfahren führen für Bachelorabsolventen über ein Masterstudium. Neben Promotionsstipendien bestehen Promotionsmöglichkeiten typischerweise im Rahmen von Anstellungsverhältnissen als wissenschaftlicher Mitarbeiter oder als „externer Doktorand“, der einen Universitätsprofessor findet, dessen Forschungsinteressen sich mit den eigenen decken.

### Nachgraduierung
Mit der Umstellung der Berufsakademie Stuttgart zur Dualen Hochschule Baden-Württemberg wurde den Absolventen der Berufsakademie die Möglichkeit eingeräumt, auf Antrag eine Nachgraduierung durchzuführen. Dabei wird die „staatliche Bezeichnung“ Dipl.-… (BA) aberkannt und als Ersatz der akademische Grad Dipl.-… (DH) verliehen. Derart nachgraduierte Absolventen sind dann Akademiker und deutschlandweit promotionsberechtigt, vergleichbar zu Fachhochschul-Absolventen. Ihr BA-Studium gilt dann als „abgeschlossenes Hochschulstudium“, was Auswirkungen bzgl. Weiter- und Umschulungsmaßnahmen der Bundesagentur für Arbeit nach sich ziehen kann. Ein an der Berufsakademie Sachsen erworbener Abschluss kann auf Antrag in einen entsprechenden Abschluss der Dualen Hochschule Sachsen umgewandelt werden.

## Geschichte

### Gründungsidee aus Baden-Württemberg
Die Entstehungsgeschichte der Berufsakademien in Baden-Württemberg hat ihren Ursprung in der bildungspolitischen Situation der 1960er und beginnenden 1970er Jahre. Die bildungspolitische Aufbruchstimmung dieser Jahre führte zu einem zügigen Ausbau der allgemeinbildenden Schulen sowie zur Errichtung neuer Schulen und mündete in der Folge in einen Anstieg der Abiturientenzahl, der Zahl der Studenten und folglich auch der Zahl der Hochschulabsolventen.
Aufgrund der Überlast an den Hochschulen wuchs die Sorge, dass junge Menschen nicht bedarfsgerecht ausgebildet werden und somit Gefahr liefen, nach Beendigung ihres Studiums auf der Straße zu stehen. Die Unternehmen befürchteten zudem das Entstehen einer Qualifikationslücke, die durch die neuen Hochschulen nicht genügend ausgefüllt werden konnte.
Im Jahr 1971 machte die Daimler-Benz AG gegenüber dem Kultusministerium Baden-Württemberg den Vorschlag, die Attraktivität der Ausbildung von Abiturienten im Dualen System dadurch zu fördern, dass die Ausbildung mit einer Art „Hochschulkurs-System“ verbunden werden sollte. Im Laufe desselben Jahres fanden hierzu auch Gespräche der Stuttgarter Unternehmen Robert Bosch GmbH, Daimler-Benz AG und Standard Elektrik Lorenz AG statt. Man war sich einig, dass eine wesentliche Voraussetzung für den Erfolg der geplanten alternativen Ausbildungsgänge sein würde, den Abiturienten eine echte Alternative zum „klassischen“ Hochschulstudium zu bieten. Das bedeutete, dass die neuen Ausbildungsangebote gegenüber einem Hochschulabschluss vergleichbare Chancen eröffnen mussten – vergleichbar in Bezug auf das erreichbare Einkommen, vergleichbar aber auch im Hinblick auf die Aufstiegschancen. Diese Bedingungen konnten dauerhaft jedoch nur dann erfüllt werden, wenn die Qualität der Lerninhalte und Lernziele dieser neuen Ausbildungsgänge ein den Hochschulen vergleichbares Niveau hätten.
In enger Kooperation mit der Württembergischen Verwaltungs- und Wirtschafts-Akademie e. V. (VWA) in Stuttgart und der Industrie- und Handelskammer Mittlerer Neckar entwickelten die drei „Gründer“-Unternehmen das neue Bildungsangebot für Abiturienten, das am 15. Juli 1972 der Öffentlichkeit vorgestellt wurde: das „Stuttgarter Modell“ war geboren. Im darauf folgenden Jahr gab der damalige Kultusminister Professor Wilhelm Hahn die Grundzüge eines Offensivprogramms für die berufliche Bildung der Öffentlichkeit bekannt. Als einen der Schwerpunkte nannte er die Schaffung einer Berufsakademie. Grundgedanke hierbei war – inspiriert durch das „Stuttgarter Modell“ – die Übertragung des Dualen Systems in den tertiären Bereich.

### Gründung der Berufsakademien in Baden-Württemberg
Am 1. Oktober 1974 starteten die Berufsakademien in Stuttgart und Mannheim im Rahmen eines Modellversuchs mit insgesamt 164 Studenten und 51 Ausbildungsstätten in den beiden Ausbildungsbereichen Wirtschaft und Technik. 1975 nahm an der Berufsakademie Stuttgart der Ausbildungsbereich Sozialwesen seine Arbeit auf. Bis zum Jahr 1981 kamen die Berufsakademien in Villingen-Schwenningen, Heidenheim an der Brenz, Ravensburg, Karlsruhe, Mosbach und Lörrach hinzu.
Das „Gesetz über die Berufsakademie im Land Baden-Württemberg“ wurde im April 1982 durch den Landtag verabschiedet und trat am 26. Mai 1982 in Kraft. Die bisherige Modellversuchsphase für das neue Ausbildungs- und Studienmodell war damit beendet. Die Berufsakademien waren nun als Regeleinrichtungen im tertiären Bildungsbereich des Landes verankert.
Bereits im August 1982 beschloss der Ministerrat, die Berufsakademie Baden-Württemberg weiter auszubauen. Die Gesamtstudentenzahl sollte sich bis 1985 auf rund 5.000 erhöhen. Da auch dieser Kapazitätsausbau der Nachfrage nach Studienplätzen an der Berufsakademie nur kurze Zeit gerecht wurde, erfolgte bis 1990 eine weitere Aufstockung auf 12.140 Plätze und im Ausbauprogramm bis zum Jahr 2004 eine Kapazitätserhöhung auf 18.000 Studienplätze. Heute studieren an allen Standorten über 20.000 Studierende und es gibt bereits über 70.000 Absolventen der Berufsakademie in den verschiedenen Studiengängen.
Getreu dem Leitbild der Berufsakademie Baden-Württemberg wurden parallel zum Ausbau der Berufsakademie die hochschulpolitischen Bemühungen intensiviert, eine überregionale Anerkennung der BA-Abschlüsse zu erreichen. Mit der auf der Konferenz der Kultusminister im September 1995 in Halle ausgesprochenen Empfehlung an die Bundesländer, Berufsakademie-Absolventen wie Fachhochschulabsolventen zu behandeln, waren die jahrelangen Bemühungen um eine überregionale Anerkennung einen entscheidenden Schritt vorangekommen. Die Kultusministerkonferenz stellte fest, dass die Abschlüsse der Berufsakademien nach dem Modell der baden-württembergischen Berufsakademien Abschlüsse im tertiären Bereich sind, die unter die Hochschuldiplomrichtlinie der Europäischen Union fallen. Damit waren auch die Bedingungen für eine europaweite Anerkennung gegeben.
Die Berufsakademien in Baden-Württemberg besaßen bis zum 28. Februar 2009 insgesamt acht Standorte sowie drei Außenstellen: Mannheim, Stuttgart (mit der Außenstelle Horb), Heidenheim, Karlsruhe, Lörrach, Mosbach (mit der Außenstelle Bad Mergentheim), Ravensburg (mit der Außenstelle Friedrichshafen) und Villingen-Schwenningen.

### Adaption in Berlin, Thüringen und Sachsen
Nach der Deutschen Wiedervereinigung adaptierten Berlin, Thüringen und Sachsen das Modell.
Die Berufsakademie Berlin (1993 als Studieneinrichtung des Landes Berlin gegründet) wurde 2003 durch ein Gesetz des Abgeordnetenhauses als Fachbereich in die Fachhochschule für Wirtschaft Berlin (FHW) integriert. Dabei sollten die besonderen Merkmale und Vorteile des dualen Studiums erhalten bleiben, zugleich aber Probleme, die mit der fehlenden Durchlässigkeit zum Hochschulsystem verbunden waren, insbesondere bei der Zulassung zu weiterführenden und Masterstudiengängen, beseitigt werden. In Thüringen wurde die Berufsakademie 2016 zur Dualen Hochschule Gera-Eisenach umgewandelt. In Sachsen folgte 2025 die Duale Hochschule Sachsen.

### Umwandlung der Berufsakademien in Duale Hochschulen in Baden-Württemberg, Thüringen und Sachsen
2009 wurden alle Berufsakademien Baden-Württembergs in die Duale Hochschule Baden-Württemberg überführt. Damit wurde eine neue Hochschulform geschaffen. Die bisher eigenständigen Berufsakademien wurden Standorte der Dualen Hochschule, die nur noch einen Sitz in Stuttgart hat. Vorbild war das State university system in den USA. Bei den akkreditierten Studiengängen wird nach erfolgreichem Abschluss des Studiums nun ein akademischer Grad (Bachelor) und keine Abschlussbezeichnung mehr verliehen.
Mit dem Thüringer Gesetz zur Dualen Hochschule Gera-Eisenach vom 2. Juli 2016 wurde die Sonderstellung der BA Gera-Eisenach aufgehoben und sie als reguläre Hochschule, wenn auch mit organisatorischen und studienspezifischen Besonderheiten und vorübergehender Fortgeltung überkommener Rechtsvorschriften, als ins Hochschulgesetz integriert. Eine Umwandlung der bisherigen Abschlüsse ist möglich.
Zum 1. Januar 2025 wurde die Berufsakademie Sachsen in die Duale Hochschule Sachsen umgewandelt.

## Vergleichbare Angebote in Bayern, Berlin und Hessen
An den bayerischen Hochschulen gibt es mit hochschule dual ein alternatives Modell mit etwa gleich großen Anteilen von akademischer Ausbildung und praktischer Ausbildung. Eine Möglichkeit ist das Verbundstudium, bei dem eine Berufsausbildung/Lehre mit dem Studium verknüpft wird. Eine andere Möglichkeit ist das Studium mit vertiefter Praxis, das längere Praxisphasen enthält. Auch in Berlin gibt es verschiedene duale Studiengänge an Hochschulen, die einem ähnlichen Konzept folgen. In Hessen werden Studiengänge, die eine ausgewogene Kombination aus Theorie und Praxis vorsehen, unter der Kampagne Duales Studium Hessen angeboten.